# WGC Championship
El WGC Championship  es un torneo de golf profesional que forma parte de los cuatro Campeonatos Mundiales de Golf anuales. Forma parte de la Serie Mundial de Golf desde el año 1999. Atrae a 70 de los mejores golfistas del PGA Tour, del European Tour y demás giras profesionales. Se disputa a cuatro rondas en modalidad stroke play, sin corte de clasificación.
Anteriormente este campeonato se celebró con otros nombres y en otros lugares como fueron: WGC-Cadillac Championship (2011-2016) y WGC-CA Championship (2007-2010) cuando se celebró en Doral Golf Resort, Florida , y WGC-American Express Championship (1999-2006) cuando se celebró en varias ubicaciones europeas y de Estados Unidos . Está organizado por la Federación Internacional de PGA Tours y la bolsa de premios viene dada tanto del PGA Tour como del European Tour. Tiger Woods tiene el número récord de victorias con siete. El ganador recibe el Trofeo Wedgwood llamado Copa Gene Sarazen.

## Historia

### Campeonato WGC-American Express (1999-2006)
Fundado en 1999, los dos primeros eventos se celebraron en noviembre en el Valderrama Golf Club en España. El tercer evento debía realizarse en Missouri, pero fue cancelado después de los atentados del 11S en Nueva York. Los cinco eventos restantes se llevaron a cabo entre finales de septiembre y principios de octubre, dos veces en Irlanda y Estados Unidos, y una vez en Inglaterra. El evento estuvo dominado por Tiger Woods, quien ganó cinco de las primeras siete ediciones. 

### Hospedaje en Doral Golf Resort, Florida (2007–2016)
En 2007, el PGA Tour introdujo la FedEx Cup y adelantó el Tour Championship hasta mediados de septiembre. Como el evento se llevó a cabo históricamente después de esta fecha, habría significado que no habría formado parte de la temporada regular del PGA Tour a menos que se hubiera movido. El evento se reinventó con un nuevo patrocinador (CA, Inc, y más tarde Cadillac), un nuevo mes de alojamiento (marzo) y un nuevo anfitrión permanente (Doral, Florida).  La decisión de albergar en el campo Blue Monster en Doral Golf Resort puso fin al Campeonato Ford en Doral., una parada habitual del PGA Tour en marzo durante 45 años consecutivos (1962-2006). Sin embargo, debido a que los récords del WGC tienen prioridad sobre los récords del PGA Tour, técnicamente el Campeonato Cadillac sucedió al evento American Express, no al Campeonato Ford. Con la WGC-World Cup perdiendo su estatus de Campeonato Mundial de Golf después del evento de 2006, significó que los tres eventos restantes de WGC se llevaron a cabo permanentemente en los Estados Unidos, lo que generó críticas de algunos jugadores y aficionados. 

### Campeonato WGC-México (desde 2017)
Después de que Cadillac decidió no renovar el patrocinio del evento, se mudó al Club de Golf Chapultepec en Naucalpan , al noroeste de la Ciudad de México en 2017. Grupo Salinas asumió el patrocinio, aunque su nombre no aparece en el nombre del torneo. Donald Trump había comprado y rebautizado Trump National Doral en 2012, y muchos vieron la medida impulsada por patrocinadores y el PGA Tour que querían distanciarse de esta polenmica. También fue una oportunidad para contrarrestar las críticas de que no se llevaron a cabo suficientes eventos del Campeonato Mundial de Golf fuera de los Estados Unidos. El Club de Golf Chapultepec es un campo arbolado con calles estrechas y terreno ondulado, construido aproximadamente a más de 2000 metros sobre el nivel del mar, lo que hace que los vuelos de la pelota sean mucho más largos que en otros campos de golf. En 2017 y 2018 continuó celebrándose en marzo, lo que significó que interrumpió el "Florida Swing" del PGA Tour, pero en 2019 se trasladó a febrero para seguir los eventos en la costa oeste y preceder a los torneos en Florida.

## Estructura

### Campo
El torneo tiene un campo de 72 jugadores llenados según los siguientes criterios: 
Los 50 mejores jugadores del Ranking Mundial Oficial de Golf (una semana y dos semanas antes del evento)
Los mejores jugadores de las listas de ganancias u órdenes de mérito de las giras de miembros (de la última temporada completa)
Lista de los 30 mejores de la Copa FedEx del PGA Tour (también los 10 mejores de una semana antes del evento)
Top 20 European Tour (también top 10 desde dos semanas antes del evento)
Los 2 primeros del Asian Tour, Japan Golf Tour, PGA Tour of Australasia y Sunshine Tour
El jugador mexicano disponible mejor clasificado en el Ranking Mundial Oficial de Golf (dos semanas antes del evento)
Para completar hasta los 72 jugadores si fuese necesario se seguiría el Ranking Mundial Oficial de Golf (una semana antes del evento)

### Formato
El torneo es un evento de juego por golpes de 72 hoyos sin cortes. Si hay un empate después de 72 hoyos, hay un desempate de muerte súbita para decidir el ganador.

## Ganadores
| Año                               | Fecha                                                                                           | Lugar                                                                                           | Ganador                                                                                         | País                                                                                            | Marcador                                                                                        | Al par                                                                                          | Margen de victoria                                                                              | Segundo(s)                                                                                      | Dotación ($)                                                                                    | Dotación br>ganador($)                                                                          |
| WGC-Workday Championship          | WGC-Workday Championship                                                                        | WGC-Workday Championship                                                                        | WGC-Workday Championship                                                                        | WGC-Workday Championship                                                                        | WGC-Workday Championship                                                                        | WGC-Workday Championship                                                                        | WGC-Workday Championship                                                                        | WGC-Workday Championship                                                                        | WGC-Workday Championship                                                                        | WGC-Workday Championship                                                                        |
| --------------------------------- | ----------------------------------------------------------------------------------------------- | ----------------------------------------------------------------------------------------------- | ----------------------------------------------------------------------------------------------- | ----------------------------------------------------------------------------------------------- | ----------------------------------------------------------------------------------------------- | ----------------------------------------------------------------------------------------------- | ----------------------------------------------------------------------------------------------- | ----------------------------------------------------------------------------------------------- | ----------------------------------------------------------------------------------------------- | ----------------------------------------------------------------------------------------------- |
| 2021                              | 25 Feb                                                                                          | Concession, Florida                                                                             | Collin Morikawa                                                                                 | Estados Unidos                                                                                  | 270                                                                                             | −18                                                                                             | 3 golpes                                                                                        | Billy Horschel Viktor Hovland Brooks Koepka                                                     | 10,500,000                                                                                      | 1,820,000                                                                                       |
| WGC-Mexico Championship           |                                                                                                 |                                                                                                 |                                                                                                 |                                                                                                 |                                                                                                 |                                                                                                 |                                                                                                 |                                                                                                 |                                                                                                 |                                                                                                 |
| 2020                              | 23 Feb                                                                                          | Chapultepec, México                                                                             | Patrick Reed (2)                                                                                | Estados Unidos                                                                                  | 266                                                                                             | −18                                                                                             | 1 golpe                                                                                         | Bryson DeChambeau                                                                               | 10,500,000                                                                                      | 1,820,000                                                                                       |
| 2019                              | 24 Feb                                                                                          | Chapultepec, México                                                                             | Dustin Johnson (3)                                                                              | Estados Unidos                                                                                  | 263                                                                                             | −21                                                                                             | 5 golpes                                                                                        | Rory McIlroy                                                                                    | 10,250,000                                                                                      | 1,745,000                                                                                       |
| 2018                              | 4 Mar                                                                                           | Chapultepec, México                                                                             | Phil Mickelson (2)                                                                              | Estados Unidos                                                                                  | 268                                                                                             | −16                                                                                             | Playoff                                                                                         | Justin Thomas                                                                                   | 10,000,000                                                                                      | 1,700,000                                                                                       |
| 2017                              | 5 Mar                                                                                           | Chapultepec, México                                                                             | Dustin Johnson (2)                                                                              | Estados Unidos                                                                                  | 270                                                                                             | −14                                                                                             | 1 golpe                                                                                         | Tommy Fleetwood                                                                                 | 9,750,000                                                                                       | 1,660,000                                                                                       |
| WGC-Cadillac Championship         |                                                                                                 |                                                                                                 |                                                                                                 |                                                                                                 |                                                                                                 |                                                                                                 |                                                                                                 |                                                                                                 |                                                                                                 |                                                                                                 |
| 2016                              | Mar 6                                                                                           | Doral, Florida                                                                                  | Adam Scott                                                                                      | Australia                                                                                       | 276                                                                                             | −12                                                                                             | 1 golpe                                                                                         | Bubba Watson                                                                                    | 9,500,000                                                                                       | 1,620,000                                                                                       |
| 2015                              | 8 Mar                                                                                           | Doral, Florida                                                                                  | Dustin Johnson                                                                                  | Estados Unidos                                                                                  | 279                                                                                             | −9                                                                                              | 1 golpe                                                                                         | J. B. Holmes                                                                                    | 9,250,000                                                                                       | 1,572,500                                                                                       |
| 2014                              | 9 Mar                                                                                           | Doral, Florida                                                                                  | Patrick Reed                                                                                    | Estados Unidos                                                                                  | 284                                                                                             | −4                                                                                              | 1 golpe                                                                                         | Jamie Donaldson Bubba Watson                                                                    | 9,000,000                                                                                       | 1,530,000                                                                                       |
| 2013                              | Mar 10                                                                                          | Doral, Florida                                                                                  | Tiger Woods (7)                                                                                 | Estados Unidos                                                                                  | 269                                                                                             | −19                                                                                             | 2 golpes                                                                                        | Steve Stricker                                                                                  | 8,750,000                                                                                       | 1,500,000                                                                                       |
| 2012                              | 11 Mar                                                                                          | Doral, Florida                                                                                  | Justin Rose                                                                                     | Inglaterra                                                                                      | 272                                                                                             | −16                                                                                             | 1 golpe                                                                                         | Bubba Watson                                                                                    | 8,500,000                                                                                       | 1,400,000                                                                                       |
| 2011                              | 13 Mar                                                                                          | Doral, Florida                                                                                  | Nick Watney                                                                                     | Estados Unidos                                                                                  | 272                                                                                             | −16                                                                                             | 2 golpes                                                                                        | Dustin Johnson                                                                                  | 8,500,000                                                                                       | 1,400,000                                                                                       |
| WGC-CA Championship               |                                                                                                 |                                                                                                 |                                                                                                 |                                                                                                 |                                                                                                 |                                                                                                 |                                                                                                 |                                                                                                 |                                                                                                 |                                                                                                 |
| 2010                              | 14 Mar                                                                                          | Doral, Florida                                                                                  | Ernie Els (2)                                                                                   | Sudáfrica                                                                                       | 270                                                                                             | −18                                                                                             | 4 golpes                                                                                        | Charl Schwartzel                                                                                | 8,500,000                                                                                       | 1,400,000                                                                                       |
| 2009                              | 15 Mar                                                                                          | Doral, Florida                                                                                  | Phil Mickelson                                                                                  | Estados Unidos                                                                                  | 269                                                                                             | −19                                                                                             | 1 golpe                                                                                         | Nick Watney                                                                                     | 8,500,000                                                                                       | 1,400,000                                                                                       |
| 2008                              | 23 Mar                                                                                          | Doral, Florida                                                                                  | Geoff Ogilvy                                                                                    | Australia                                                                                       | 271                                                                                             | −17                                                                                             | 1 golpe                                                                                         | Jim Furyk Retief Goosen Vijay Singh                                                             | 8,000,000                                                                                       | 1,350,000                                                                                       |
| 2007                              | 25 Mar                                                                                          | Doral, Florida                                                                                  | Tiger Woods (6)                                                                                 | Estados Unidos                                                                                  | 278                                                                                             | −10                                                                                             | 2 golpes                                                                                        | Brett Wetterich                                                                                 | 8,000,000                                                                                       | 1,350,000                                                                                       |
| WGC-American Express Championship |                                                                                                 |                                                                                                 |                                                                                                 |                                                                                                 |                                                                                                 |                                                                                                 |                                                                                                 |                                                                                                 |                                                                                                 |                                                                                                 |
| 2006                              | 1 Oct                                                                                           | The Grove, England                                                                              | Tiger Woods (5)                                                                                 | Estados Unidos                                                                                  | 261                                                                                             | −23                                                                                             | 8 golpes                                                                                        | Ian Poulter Adam Scott                                                                          | 7,500,000                                                                                       | 1,300,000                                                                                       |
| 2005                              | 9 Oct                                                                                           | Harding Park, California                                                                        | Tiger Woods (4)                                                                                 | Estados Unidos                                                                                  | 270                                                                                             | −10                                                                                             | Playoff                                                                                         | John Daly                                                                                       | 7,500,000                                                                                       | 1,300,000                                                                                       |
| 2004                              | 3 Oct                                                                                           | Mount Juliet, Ireland                                                                           | Ernie Els                                                                                       | Sudáfrica                                                                                       | 270                                                                                             | −18                                                                                             | 1 golpe                                                                                         | Thomas Bjørn                                                                                    | 7,000,000                                                                                       | 1,200,000                                                                                       |
| 2003                              | 5 Oct                                                                                           | Capital City, Georgia                                                                           | Tiger Woods (3)                                                                                 | Estados Unidos                                                                                  | 274                                                                                             | −6                                                                                              | 2 golpes                                                                                        | Stuart Appleby Tim Herron Vijay Singh                                                           | 6,000,000                                                                                       | 1,050,000                                                                                       |
| 2002                              | 22 Sept                                                                                         | Mount Juliet, Ireland                                                                           | Tiger Woods (2)                                                                                 | Estados Unidos                                                                                  | 263                                                                                             | −25                                                                                             | 1 golpe                                                                                         | Retief Goosen                                                                                   | 5,500,000                                                                                       | 1,000,000                                                                                       |
| 2001                              | Cancelado por los ataques del 11S; was scheduled for September 13–16 at Bellerive Country Club. | Cancelado por los ataques del 11S; was scheduled for September 13–16 at Bellerive Country Club. | Cancelado por los ataques del 11S; was scheduled for September 13–16 at Bellerive Country Club. | Cancelado por los ataques del 11S; was scheduled for September 13–16 at Bellerive Country Club. | Cancelado por los ataques del 11S; was scheduled for September 13–16 at Bellerive Country Club. | Cancelado por los ataques del 11S; was scheduled for September 13–16 at Bellerive Country Club. | Cancelado por los ataques del 11S; was scheduled for September 13–16 at Bellerive Country Club. | Cancelado por los ataques del 11S; was scheduled for September 13–16 at Bellerive Country Club. | Cancelado por los ataques del 11S; was scheduled for September 13–16 at Bellerive Country Club. | Cancelado por los ataques del 11S; was scheduled for September 13–16 at Bellerive Country Club. |
| 2000                              | 12 Nov                                                                                          | Valderrama, Spain                                                                               | Mike Weir                                                                                       | Canadá                                                                                          | 277                                                                                             | −7                                                                                              | 2 golpes                                                                                        | Lee Westwood                                                                                    | 5,000,000                                                                                       | 1,000,000                                                                                       |
| 1999                              | 7 Nov                                                                                           | Valderrama, Spain                                                                               | Tiger Woods                                                                                     | Estados Unidos                                                                                  | 278                                                                                             | −6                                                                                              | Playoff                                                                                         | Miguel Ángel Jiménez                                                                            | 5,000,000                                                                                       | 1,000,000                                                                                       |